# Landschaftsschutzgebiet Bexter Bach

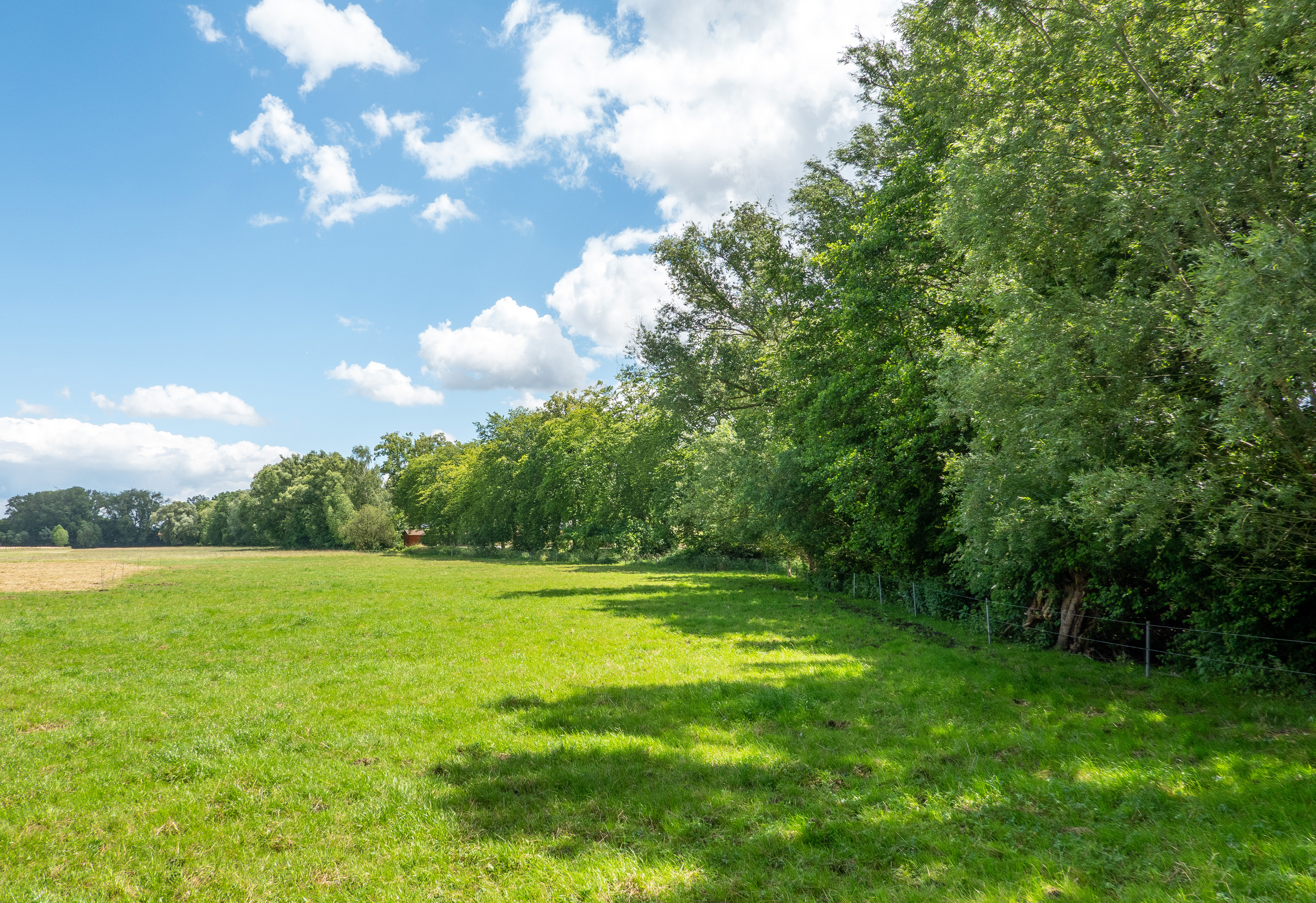
Landschaftsschutzgebiet Bexter Bach

Das Landschaftsschutzgebiet Bexter Bach mit etwa 45 Hektar Flächengröße liegt im Stadtgebiet Bad Salzuflen. Es wurde 2004 mit dem Landschaftsplan „Bad Salzuflen“ durch den Kreistag des Kreises Lippe als Landschaftsschutzgebiet (LSG) ausgewiesen.

## Beschreibung
Das LSG wird mehrfach durch den Neubau der L 712n (Ostwestfalenstraße) zerschnitten. Das LSG umfasst einen Bachtalkomplex mit Grünlandflächen. Dazu gehört ein 5,8 km langer Bachtalabschnitt des Bexter Baches und ein etwa 800 m langes Seitensiektal. Im Bereich Steinheide und Wülfer gehören Ackerflächen zum LSG, da dort Ackerflächen unmittelbar an den Bexter Bach angrenzen. Auch naturnahe Gehölzstrukturen und Stillgewässer liegen im Schutzgebiet. Das Seitensiek weist deutlich ausgeprägte, gehölzbewachsene Siekrandstufen und feuchte Grünlandflächen in der Talsohle auf. 
Der Landschaftsplan führt zum Wert des LSG aus: „Zusammen mit den angrenzenden naturnahen Waldflächen des Forstes Brake bildet das Bachtal des Bexter Baches einen wichtigen Lebensraum insbesondere für Amphibien, Schmetterlinge sowie zahlreiche Wald- und Wiesenvögel. Im Bereich Ellernbrede sowie nordöstlich des Forstes Brake wurden im Zuge des Straßenbauvorhabens der L 712 neu als Ausgleichs- bzw. Ersatzmaßnahmen mehrere Artenschutzgewässer und Feuchtwiesenbereiche angelegt.“
Der Landschaftsplan führt zur L 712n aus: „Der Straßenbau selbst stellt eine erhebliche Beeinträchtigung dar für den zusammen mit den Waldflächen des Forstes Brake in seiner strukturellen Geschlossenheit besonders wertvollen und naturnahen Landschaftsteil inmitten eines intensiv durch Ackerbau und Siedlungstätigkeit genutzten Landschaftsraumes.“

## Schutzzwecke für das LSG
Laut Landschaftsplan erfolgte die Ausweisung des LSG:
- „zur Erhaltung und Wiederherstellung der Leistungsfähigkeit des Naturhaushaltes in ökologisch besonders wertvoll strukturierten Bereichen mit Wasser-, Klima- und Biotopschutzfunktionen,“
- „zur Erhaltung und Wiederherstellung von Quellbereichen und naturnahen Fließgewässern, Wald- und Grünlandbereichen unterschiedlicher Feuchtestufen, Feldgehölzen, Hecken und Obstwiesen,“
- „zur Erhaltung morphologisch ausgeprägter Bereiche zur Sicherung der landschaftlichen Eigenart und Vielfalt für die Erholung,“
- „zur Erhaltung wertvoller Biotopkomplexe aus Wald-Grünlandbereichen, Fließgewässern und Quellen sowie Biotopen nach § 62 LG mit wichtigen Refugial-, Puffer-, Trittstein- und Vernetzungsfunktionen,“
- „zur Erhaltung und Wiederherstellung wichtiger Rückzugsräume für die bedrohte Tier- und Pflanzenwelt,“
- „zur Sicherung der das Orts- und Landschaftsbild gliedernden und belebenden und die dörflichen Siedlungsstrukturen prägenden Freiraumelemente.“[1]

## Rechtliche Vorschriften
Im Landschaftsschutzgebiet ist unter anderem das Errichten bzw. Anlegen von Bauten und Fischteichen verboten. Grün- und Brachland darf nicht in eine andere Nutzungsart umgewandelt oder umgebrochen werden. Es ist ferner verboten Hunde frei laufen zu lassen. Vom Verbot ist Hundeeinsatz bei der ordnungsgemäßen Jagd, auf Hof- und Gartenbereichen und der Einsatz von Hütehunden ausgenommen.